# M25 (amas ouvert)
Pour les articles homonymes, voir M25.
M25 (ou IC 4725) est un amas ouvert situé dans la constellation du Sagittaire. Il a été découvert par Jean Philippe Loys de Cheseaux en 1745, et Charles Messier l'a inclus dans son catalogue en 1764.

## Présentation
L'amas compte au moins 86 étoiles, dont deux étoiles géantes de type spectral G, ainsi qu'une variable céphéide nommée U Sagittarii, découverte en 1956 et d'une période de 6,74 jours. La vitesse radiale des étoiles qui composent l'amas est en moyenne de −1,8 km/s (Kharchenko 2005, COCD Catalog). Il est également possible d'y observer deux géantes de type M, mais les mesures de vitesse radiale ont montré qu'elles ne faisaient en fait pas partie de M25, celles-ci ne s'y trouvant visuellement que par un effet d'optique.
M25 est situé à approximativement 2165 années-lumière du système solaire, ce qui compte tenu de son diamètre apparent de 40 minutes d'arc donne une étendue totale pour l'amas de 23 années-lumière environ.